# Bergs (Bergen op Zoom)
Het Bergs (Bergs: Berregs) is het dialect van de stad Bergen op Zoom.

## Indeling
Het behoort tot de Markiezaatse dialectgroep, die weer deel uitmaakt van de Noordwest-Brabantse onderverdeling van het Brabants. Daardoor lijkt het zeer sterk op de andere dialecten uit het Markiezaat (waaronder het Antwerps stadsdialect), en in mindere mate op het Baronies. Er bestaat een scherpe grens met de Zeeuwse dialecten die men direct ten westen van Bergen op Zoom hoort, doch door de ligging van Bergen op Zoom aan de Oosterschelde heeft het dialect wel enkele Zeeuwse invloeden. 

## Kenmerken
Het belangrijkste verschil met andere Markiezaatse dialecten is de heldere aa in plaats van de elders gebruikelijke ao, en de óó-klank in plaats van het Brabantse oa. Deze klanken zijn in het Brabants zeer ongebruikelijk. Een voorbeeld hiervan is gaan in plaats van gaon. Ook spreekt men een harde 'g', wat in de rest van Brabant ongebruikelijk is. Dit komt door de vele Hollandse invloeden die Bergen op Zoom als garnizoensstad heeft gekend. Een bijzonder Bergs woord is dilleke voor fiets, waar alle andere Brabantse (en überhaupt Nederlandse) dialecten gewoon fiets (op Nederlands grondgebied) of velo hebben. 
Andere belangrijke kenmerken in de uitspraak van het Bergs zijn het afwezig zijn van de 'h' aan het begin van woorden, zoals in ond ("hond") of uske ("huisje"), wat men ook vaak Vlaamse dialecten tegenkomt. Typisch is daarnaast het aan elkaar plakken van persoonsvorm en werkwoord: dagge (dat je), méénde da? (meen je dat?), wazeede? (wat zei je?), zumme (zullen we) en akkem (als ik hem). 
Ook qua werkwoordsvormen heeft het Bergs een aantal eigenaardigheden, zowel met betrekking tot de persoonsvormen als de vervoeging van werkwoorden. Bijvoorbeeld:
'ebbe [hebben]
- 'k eb
- g'et
- ij et
- me n'ebbe
- 'k ad
- g'ad
- me n'adde
- 'k eb g'ad

zijn [zijn]
- 'k zijn
- gij zijt
- ij's
- me zijn
- 'k waar
- gij waart
- me zijn gewist
- 'k zijn gewist

Door zijn status als stadsdialect heeft het Bergs relatief minder sprekers dan de omringende dialecten; het percentage dialectsprekers ligt in Bergen op Zoom dus iets lager dan op het platteland. Wel zijn veel Bergenaren, ook binnen de jongere generatie, het dialect goed machtig. Het Bergs wordt dan ook veel onderling gesproken dan wel geschreven tijdens de vastenavend.

## Trivia
Een standaardzin om te testen of iemand echt uit Bergen komt is "bettie joekel akkum aai?" (bijt dat hondje als ik hem aai?)